# 瑪麗亞·貝爾
瑪麗亞·貝爾（英語：Mariah Bell，1996年4月18日—），美國花樣滑冰運動員。她是2022年美國女子單人滑冠軍，2022世錦賽第四名。

## 生平
貝爾生於俄克拉荷馬州的塔爾薩，在家排行第二，她的姐姐摩根曾參加迪士尼冰上嘉年華演出，擔任《冰雪奇緣》的安娜等角色。為了接受花滑訓練，12 歲時，貝爾與母親和姐姐一起從休斯頓搬到科羅拉多州的威斯敏斯特。高中畢業後畢業後，又搬到了紀念碑谷接受 Kori Ade 指導。2016年夏天起轉移陣地到加州加入名教練拉斐爾·阿鲁秋尼楊 門下，與陳巍、亞當·里彭、阿什莉·瓦格纳等世界級選手一起受訓。曾獲2016年大獎賽美國站銀牌、2019年大獎賽法國站銅牌、2019年大獎賽俄羅斯站銅牌、2020年大獎賽美國站金牌等。
貝爾於2022年美國錦標赛奪得冠軍，成為95年來最年長的美國女子花滑冠軍（25歲），相對於當今女子花滑運動員在17歲左右結束競技生涯的趨勢，具有勵志的意義。貝爾獲選代表美國出賽2022北京奧運。

## 圖集

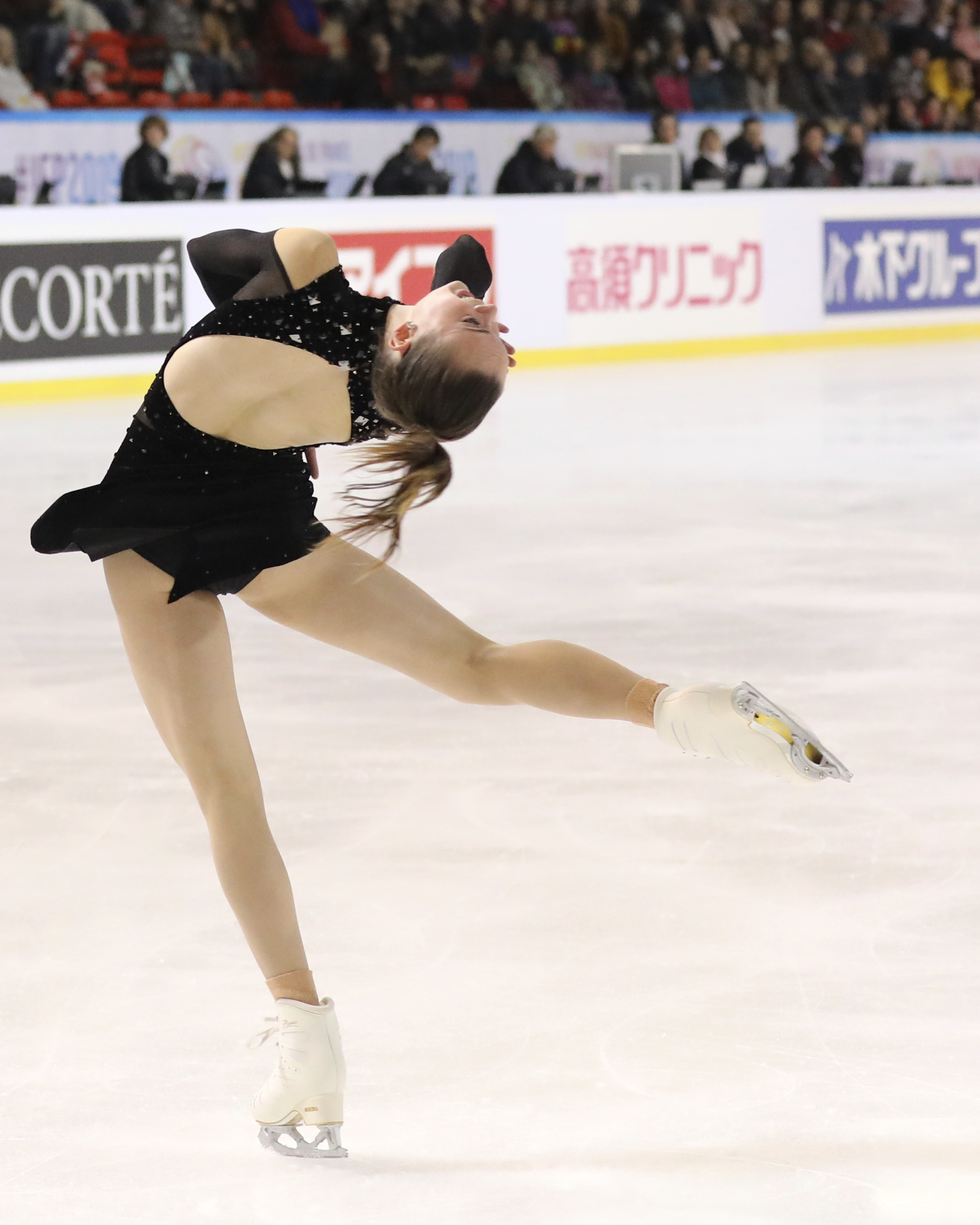
2019年大獎賽法國站演出席琳·迪翁的歌曲
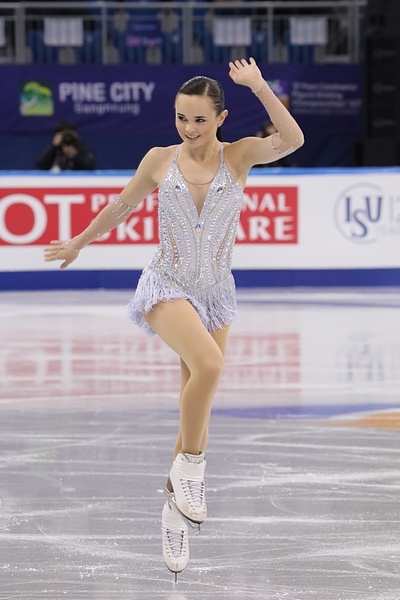
2017年四大洲錦標賽演出短節目《芝加哥》
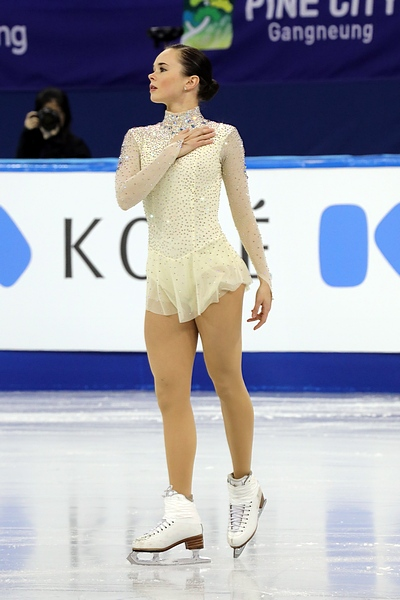
2017年四大洲錦標賽演出自由滑《伊甸之東》
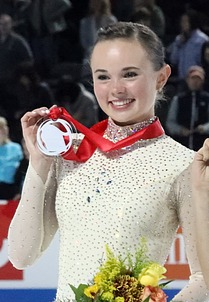
獲2016年大獎賽美國站銀牌
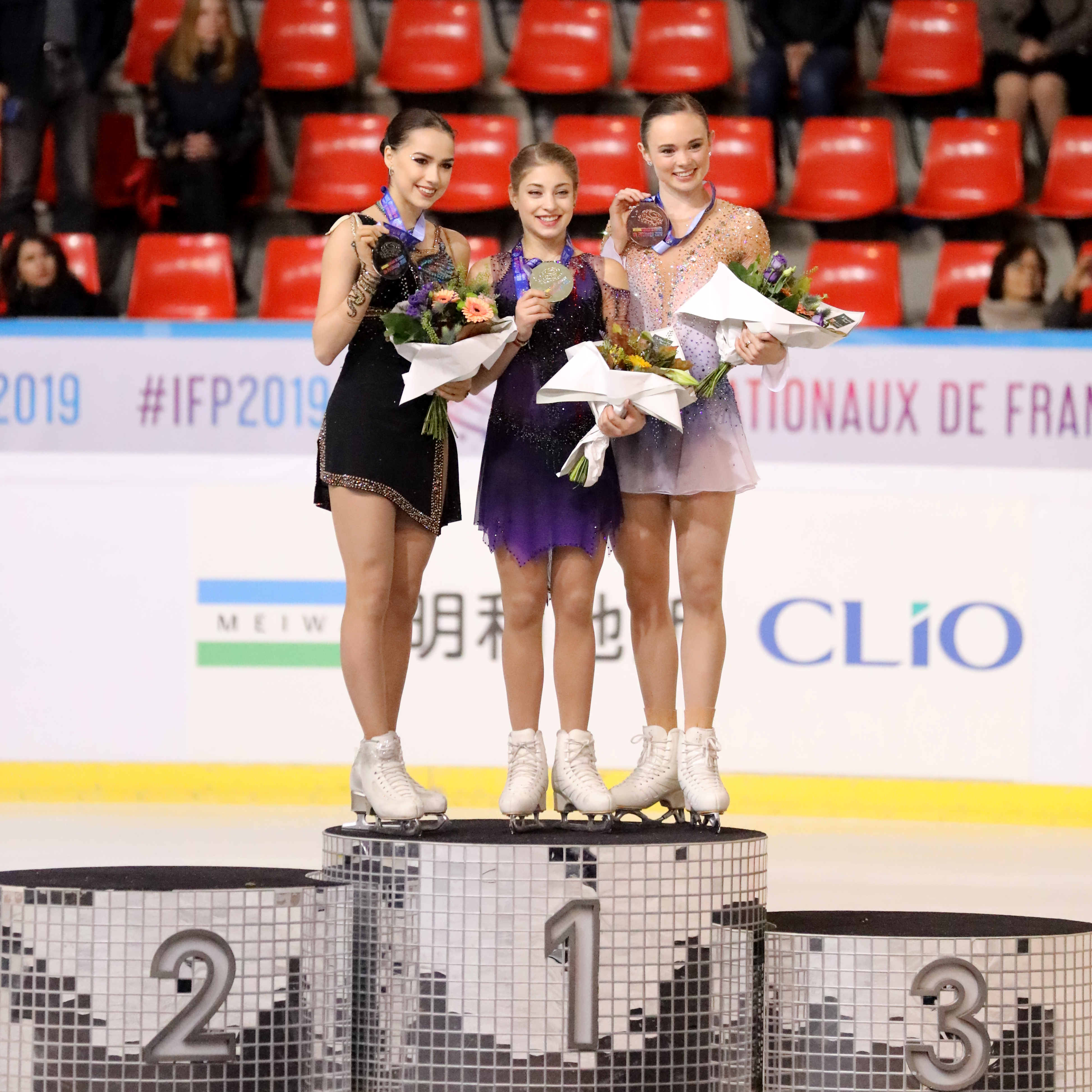
2019年大獎賽法國站
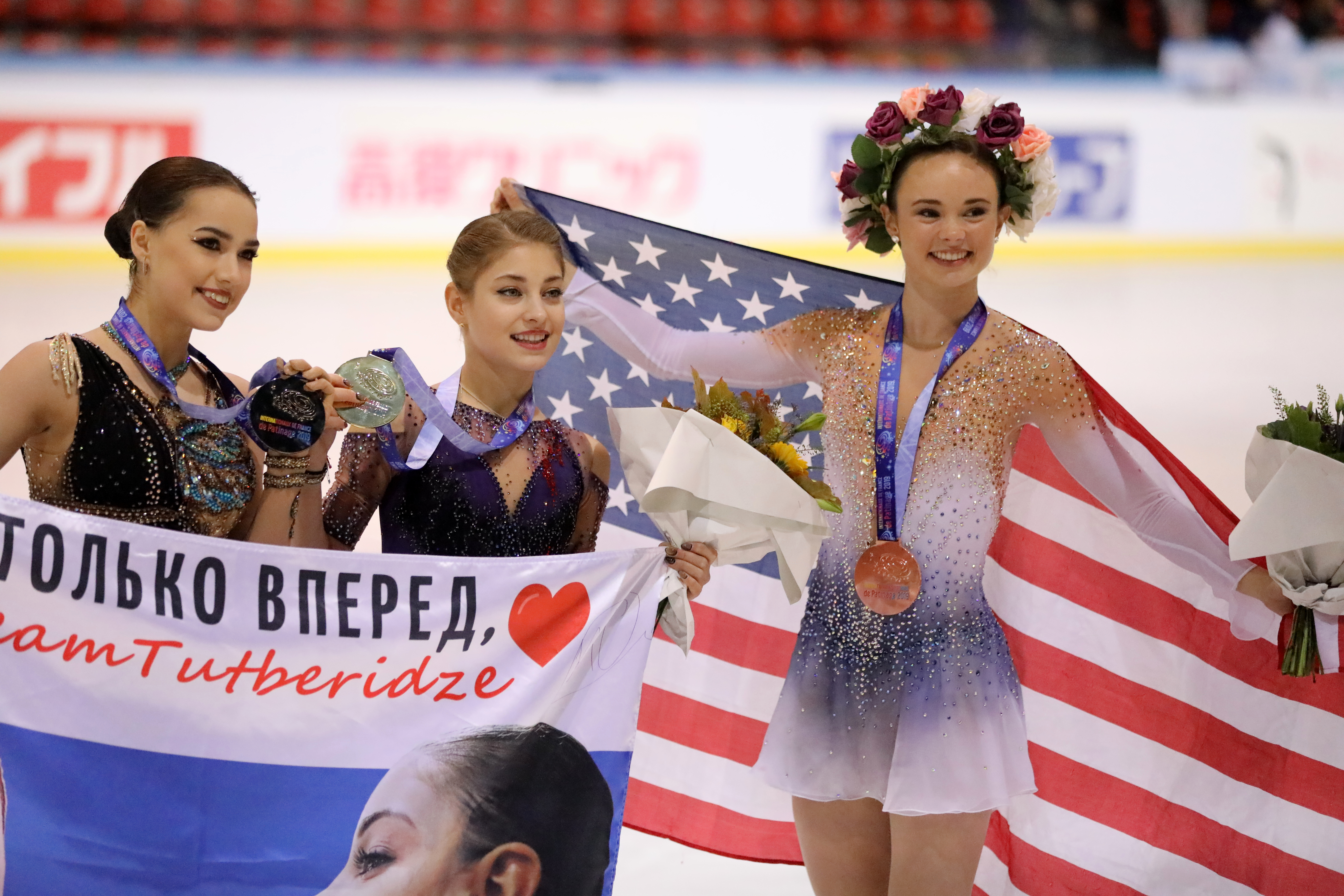
2019年大獎賽法國站
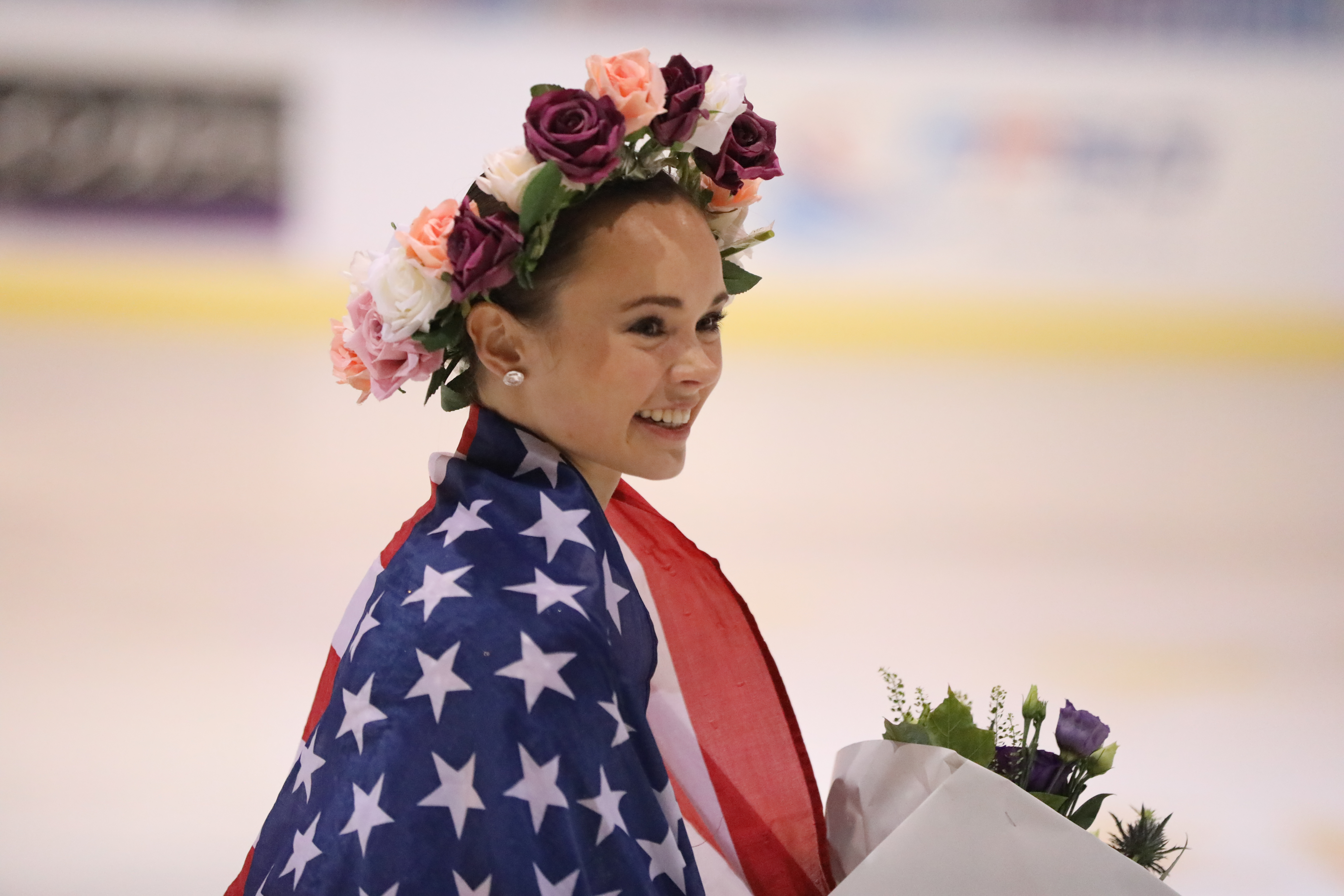
2019年大獎賽法國站
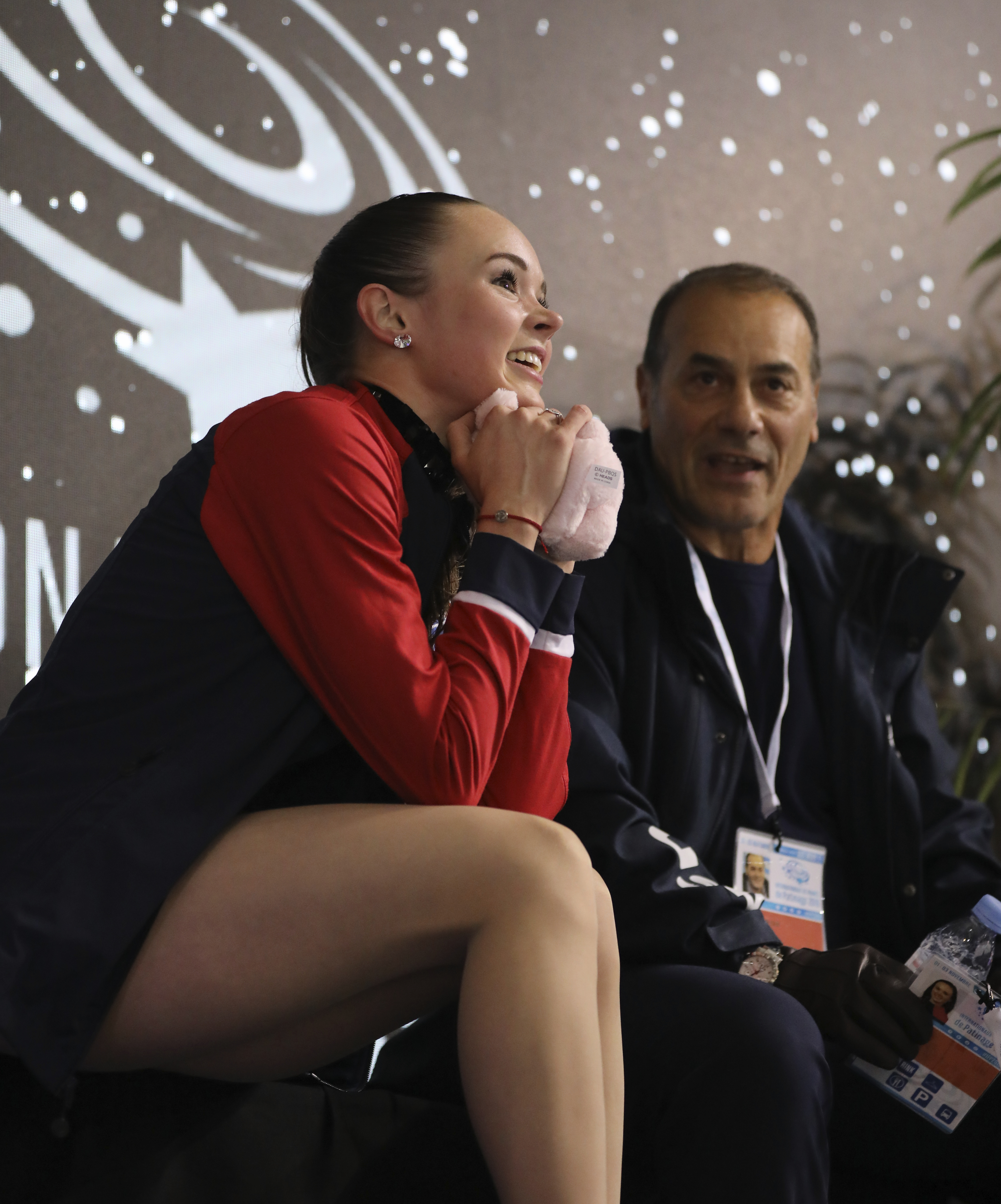
貝爾與教練拉斐爾·阿鲁秋尼楊於2019年大獎賽法國站